# 포항동해중학교
포항동해중학교(浦項東海中學校)는 대한민국 경상북도 포항시 남구 동해면 도구리에 있는 사립 중학교이다.

## 학교 연혁
- 1948년 9월 1일 : 동해고등공민학교 발족
- 1948년 9월 1일 : 초대 김종태 교장 취임
- 1952년 2월 29일 : 재단법인 동해학원 설립
- 1952년 4월 26일 : 동해중학교 6학급 설립 인가
- 1964년 4월 25일 : 학교법인 동해학원으로 변경
- 1995년 12월 15일 : 정규교실 5층 (10개 교실) 준공
- 1997년 3월 27일 : 포항동해중학교로 교명 변경
- 1997년 9월 30일 : 공산교육재단으로 학교법인 변경
- 1997년 12월 5일 : 본관건물 (12개 교실) 증축
- 2003년 10월 8일 : 교육정보관 준공
- 2006년 12월 22일 : 다목적 강당 준공
- 2019년 9월 1일 : 제15대 전미희 교장 취임
- 2021년 12월 1일 : 경북형 지능형 과학실 구축
- 2023년 3월 20일 : 인공지능(AI)교육 선도학교 지정
- 2023년 10월 25일 : 도서관(백서당) 개관
- 2023년 12월 29일 : 제74회 졸업식(졸업생 81명, 누계 10,903명)
- 2024년 3월 4일 : 제77회 입학식(99명)

## 참고 자료
- 포항동해중학교 - 한국교육학술정보원 학교알리미